# Eustrotia trigonodes
Eustrotia trigonodes là một loài bướm đêm trong họ Noctuidae.